# Ansgarda Burgundska
Ansgarda Burgundska (francuski Ansgarde de Bourgogne, latinski Ansgardis; 826. – 880./882.) bila je kći plemića zvanog Harduin i plemkinje Varimburge te sestra plemića Oda, a također i francuska kraljica Akvitanije kao prva žena kralja Luja II. Za njega se udala u tajnosti prije negoli je postao kralj. Bila je majka Luja III. i Karlomana.
Lujev otac, Karlo II., zatražio je papu Ivana VIII. da nešto napravi glede braka Ansgarde i Luja II., pa je papa njih razveo. Luj se oženio ženom zvanom Adelajda, koju papa nije htio okruniti.
Ansgarda je poslije svega pala u opskurnost.